# Жигалија (Васлуј)
Жигалија (рум. Jigălia) насеље је у Румунији у округу Васлуј у општини Шулетеа. Oпштина се налази на надморској висини од 87 m.

## Становништво
Према подацима из 2002. године у насељу је живело 295 становника, од којих су сви румунске националности.